# Nikolaj Genadijevič Basov
Nikolaj Genadijevič Basov (ruski: Николай Геннадиевич Басов) (Usman, 14. prosinca 1922. – Moskva, 1. srpnja 2001.) – ruski (sovjetski) fizičar i pedagog. Za njegov temeljni rad u području kvantne elektronike, koji je doveo do razvoja lasera i masera (uređaj koji radi na jednak način kao i laser, ali u drugom frekvencijskom području), Basov je dobio Nobelovu nagradu za fiziku 1964. godine zajedno s Aleksanderom Prohorovom i Charlesom Hard Townesom.
Basov je rođen u gradu Usmanu 1922. Završio je školu u Voronježu 1941., a kasnije je pozvan na vojnu službu na Vojno-medicinsku akademiju u Kujbyševu. Godine 1943., napustio je akademiju i služio u Crvenoj armiji te sudjelovao u Drugom svjetskom ratu na 1. ukrajinskom frontu.
Basov je diplomirao fiziku na moskovskom inženjerskom institutu MEPhI 1950. Potom je bio profesor na MEPhI i radio u Lebedevom prostornom institutu (LPI), gdje je obranio doktorsku disertaciju. Basov je bio direktor LPI-a u razdoblju 1973. – 1988. Izabran je za dopisnog člana Sovjetske akademije znanosti 1962. (Ruska akademija znanosti od 1991.) i za redovnoga člana Akademije 1966. godine. Godine 1967., bio je izabran za člana Predsjedništva Akademije (1967. – 1990.), a od 1990. je bio vijećnik Predsjedništva Akademije. Bio je počasni član Međunarodne akademije znanosti kao i voditelj laboratorija kvantne radiofizike na LPI-ju do svoje smrti 2001.
Počeo se baviti politikom 1951. i postao je član parlamenta SSSR-a 1974. Nakon govora američkoga predsjednika Ronalda Reagana govora o Strategijskoj obrambenoj inicijativi 1983. (cilj je bio gradnja vojnih satelita u orbiti Zemlje, koji bi mogli uništiti sovjetske i druge balističke rakete prije nego što dođu do svojeg cilja, Basov je potpisao pismo zajedno s drugima sovjetskim znanstvenicima osuđujući inicijativu, što je bilo objavljeno u New York Timesu.
Dobio je brojne nagrade.